# Rouhe
Rouhe és un municipi francès situat al departament del Doubs i a la regió de Borgonya - Franc Comtat. L'any 2007 tenia 77 habitants.

## Demografia

### Població
El 2007 la població de fet de Rouhe era de 77 persones. Hi havia 32 famílies de les quals 8 eren unipersonals (4 homes vivint sols i 4 dones vivint soles), 16 parelles sense fills i 8 parelles amb fills.
La població ha evolucionat segons el següent gràfic:
Habitants censats

### Habitatges
El 2007 hi havia 38 habitatges, 35 eren l'habitatge principal de la família i 3 estaven desocupats. 37 eren cases i 1 era un apartament. Dels 35 habitatges principals, 31 estaven ocupats pels seus propietaris, 3 estaven llogats i ocupats pels llogaters i 1 estava cedit a títol gratuït; 7 tenien tres cambres, 6 en tenien quatre i 22 en tenien cinc o més. 31 habitatges disposaven pel capbaix d'una plaça de pàrquing. A 22 habitatges hi havia un automòbil i a 12 n'hi havia dos o més.

### Piràmide de població
La piràmide de població per edats i sexe el 2009 era:
| Homes | Edats   | Dones |
| ----- | ------- | ----- |
| 0     | 95 o +  | 0     |
| 0     | 90 a 94 | 0     |
| 0     | 85 a 89 | 0     |
| 4     | 80 a 84 | 0     |
| 4     | 75 a 79 | 0     |
| 0     | 70 a 74 | 8     |
| 4     | 65 a 69 | 4     |
| 0     | 60 a 64 | 4     |
| 0     | 55 a 59 | 0     |
| 0     | 50 a 54 | 0     |
| 0     | 45 a 49 | 0     |
| 4     | 40 a 44 | 4     |
| 0     | 35 a 39 | 4     |
| 8     | 30 a 34 | 4     |
| 0     | 25 a 29 | 4     |
| 0     | 20 a 24 | 4     |
| 4     | 15 a 19 | 0     |
| 0     | 10 a 14 | 0     |
| 4     | 5 a 9   | 0     |
| 4     | 0 a 4   | 4     |

## Economia
El 2007 la població en edat de treballar era de 46 persones, 38 eren actives i 8 eren inactives. De les 38 persones actives 35 estaven ocupades (19 homes i 16 dones) i 3 estaven aturades (2 homes i 1 dona). De les 8 persones inactives 4 estaven jubilades, 3 estaven estudiant i 1 estava classificada com a «altres inactius».
Activitats econòmiques
L'únic establiment que hi havia el 2007 era d'una entitat de l'administració pública.
L'any 2000 a Rouhe hi havia 3 explotacions agrícoles.

## Poblacions més properes
El següent diagrama mostra les poblacions més properes.